# Смирнов, Анатолий Васильевич (политик)
Анатолий Васильевич Смирнов (25 января 1946, село Трубетчино Сызранский район Куйбышевская область) — председатель Государственного Собрания Республики Марий Эл. Заслуженный врач Российской Федерации. Депутат Государственного Собрания Республики Марий Эл II, III, IV, V и VI созывов, Заводского районного Совета народных депутатов г. Йошкар-Олы XIX созыва, Йошкар-Олинского городского Совета народных депутатов XXI созыва, Йошкар-Олинского городского Собрания I, II и III созывов. Кандидат медицинских наук.

## Биография
Анатолий Смирнов родился 25 января 1946 года в селе Трубетчино Сызранского района Куйбышевской области. 
В 1971 году окончил Куйбышевский медицинский институт по специальности «Лечебное дело». В 2006 году окончил Московский открытый социальный университет по специальности «Юриспруденция».
1963-1964 годы — рабочий совхоза им. Куйбышева Куйбышевской области.
1964-1965 годы — монтер связи сигнализации Нефтеперерабатывающего завода г. Сызрани.
1971-1973 годы — участковый врач-терапевт Йошкар-Олинской городской больницы.
1973-1977 годы — заведующий терапевтическим отделением поликлиники № 4 г. Йошкар-Олы.
1977-1980 годы — заместитель главного врача Йошкар-Олинской городской больницы.
1980-1986 годы — главный врач поликлиники № 4 г. Йошкар-Олы.
1986-2019 годы — главный врач ГБУ Республики Марий Эл «Республиканский клинический госпиталь ветеранов войн».
2 октября 2019 года на первой сессии марийского парламента был избран председателем. Его кандидатуру в открытом голосовании поддержали 36 депутатов.

## Награды и звания
- Орден Дружбы (24 января 2025 года) — за достигнутые трудовые успехи и многолетнюю добросовестную работу[3]
- медаль ордена «За заслуги перед Отечеством» II степени«;
- почетные грамоты Государственной Думы и Совета Федерации Федерального Собрания Российской Федерации;
- Почетный знак Совета Федерации Российской Федерации «За заслуги в развитии парламентаризма»;
- Благодарность Председателя Совета Федерации Федерального Собрания Российской Федерации;
- Почетная грамота Республики Марий Эл;
- орден «За заслуги перед Марий Эл» I степени;
- орден «За заслуги перед Марий Эл» II степени;
- медаль ордена «За заслуги перед Марий Эл»;
- почетные грамоты Правительства Республики Марий Эл и Государственного Собрания Республики Марий Эл;
- знак отличия Государственного Собрания Республики Марий Эл — медаль «За особый вклад в развитие законодательства Марий Эл»;
- нагрудный знак имени Н.И. Пирогова;
- почетный знак Всероссийской общественной организации ветеранов (пенсионеров) войны, труда, Вооруженных Сил и правоохранительных органов;
- памятная юбилейная медаль «50 лет Общероссийской Общественной организации ветеранов войны и военной службы»;
- медаль «За ратную доблесть» Всероссийского общественного движения ветеранов локальных войн и военных конфликтов «Боевое братство»;
- медаль «70 лет Вооруженных Сил СССР»;
- юбилейная медаль «1000-летие преставления святого равноапостольного князя Владимира»;
- отличник здравоохранения СССР;
- заслуженный врач Российской Федерации;
- заслуженный врач Республики Марий Эл;
- лауреат Государственной премии Республики Марий Эл.